# Liu Jing (pływaczka)
Liu Jing (chiń. upr. 刘京; chiń. trad. 劉京; pinyin Liú Jīng; ur. 8 marca 1990 w Pekinie) – chińska pływaczka specjalizująca się w stylu dowolnym, mistrzyni świata, złota medalistka mistrzostw świata (basen 25 m).
Największym jej sukcesem jest złoty medal mistrzostw świata w Rzymie w 2009 w sztafecie na dystansie 4 × 200 m stylem dowolnym i rekord świata w tym wyścigu (7:42,08 min). Poza tym w 2010 roku zdobyła złoty i srebrny medal igrzysk azjatyckich, natomiast w 2011 roku zdobyła trzy brązowe medale uniwersjady.
W 2008 roku na igrzyskach olimpijskich w Pekinie startowała w konkurencji 400 m stylem zmiennym (25. miejsce). Uczestniczyła także w igrzyskach olimpijskich w Londynie (2012) w sztafecie 4 x 200 m stylem dowolnym (6. miejsce).